# Téli rája
A téli rája (Leucoraja ocellata) a porcos halak (Chondrichthyes) osztályának rájaalakúak (Rajiformes) rendjébe, ezen belül a valódi rájafélék (Rajidae) családjába tartozó faj.

## Előfordulása
A téli rája előfordulási területe az Atlanti-óceán nyugati felének az északi része. A kanadai Új-Fundland tengerpartjaitól a Szent Lőrinc-öblön keresztül, egészen az Amerikai Egyesült Államokbeli Észak-Karolina állam mentéig található meg.

## Megjelenése
Ez a rájafaj 73-76 centiméteresen felnőttnek számít, de ennél tovább nőhet és elérheti 110 centiméteres hosszúságot is. A testéhez képest a nagy mellúszói kerekített alakot kölcsönöznek a halnak. Felső testét számos sötét pontozás borítja; Mindkét mellúszóján 1-4 folt van, ezeknek közepe sötétbarna és szegélye világosabb árnyalatú. A fiatalnak a gerince mentén, valamint a farkán tüskesor található. A felső állcsontján (maxilla) 72 fogsor van. A hasi tájéka fehér, alaktalan világosbarna foltokkal.

## Életmódja
Mérsékelt övi rája, mely akár 120 méter mélyen fekvő tengerfenéken is fellelhető. A homokos tengerfenéket és az árapálytérséget kedveli, ahol Peprilus triacanthus és Tautogolabrus adspersus csontos halakra, valamint kalmárokra vadászik. Nappal pihen és éjszaka tevékeny.
Akár 21 évig is él.

## Szaporodása
Belső megtermékenyítéssel szaporodik. A tojástok 5,5-9,9 centiméter hosszú és 3,5-5,3 centiméter széles, a sarkai élesek és kemények.

## Felhasználása
Az ember táplálkozási célokból halássza a téli ráját.

## Képek

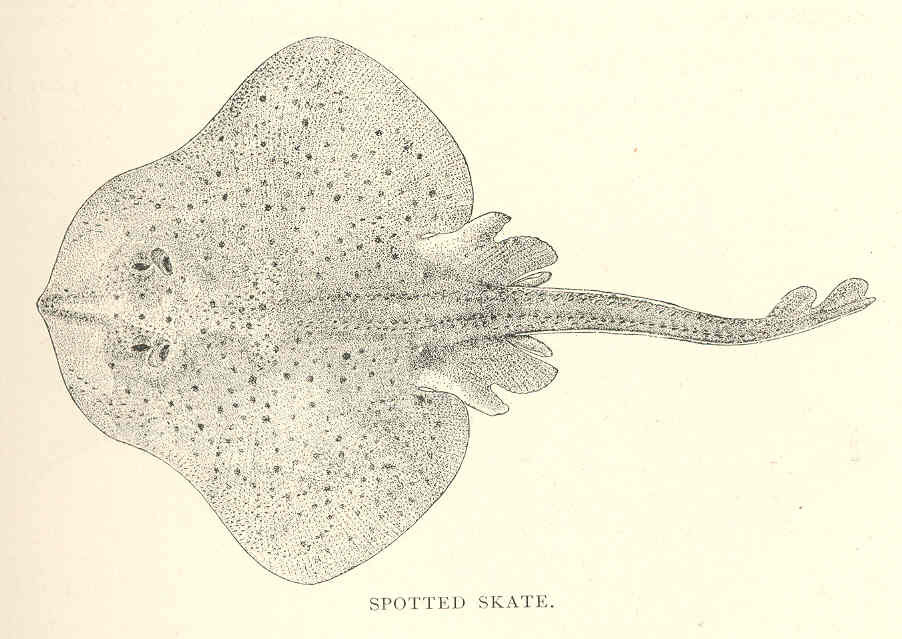
Rajzok a rájáról
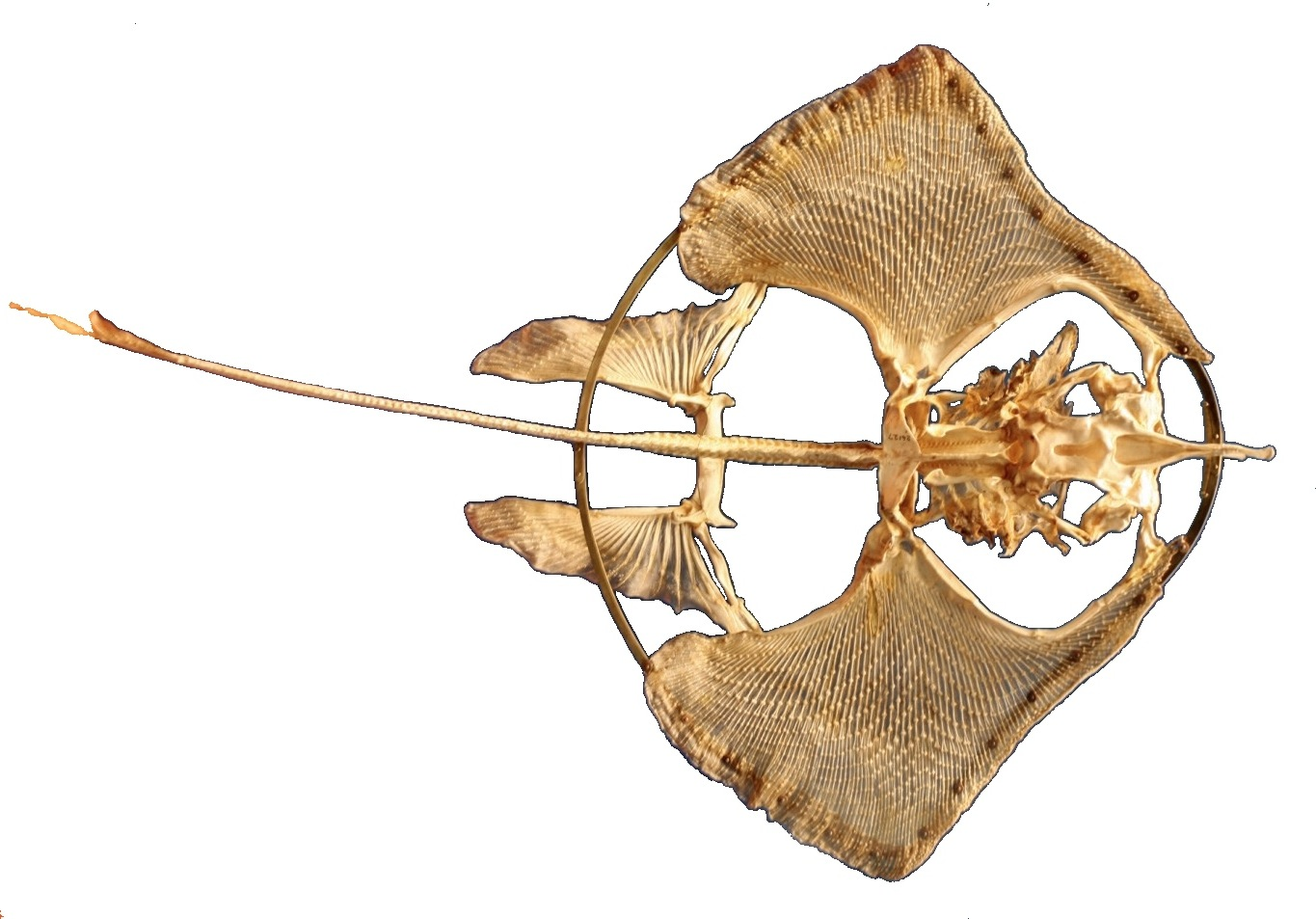
és annak porcvázáról